# You Young
You Young (en hangul, 유영; Gwacheon, 27 de mayo de 2004) es una patinadora artística sobre hielo surcoreana. Dos veces ganadora del Campeonato nacional de patinaje de Corea del Sur (2016 y 2018) y medallista de bronce del Grand Prix Júnior de Eslovaquia 2018.

## Carrera
Comenzó a patinar en el año 2010 motivada por los Juegos Olímpicos de invierno celebrados ese año. Fue criada y entrenada en Singapur desde pequeña.
You ganó el Campeonato de patinaje de Corea del Sur de 2016, fue una de las competidoras más jóvenes en ganarlo con 11 años, logró una puntuación total de 183.75 puntos. En marzo del mismo año ganó la medalla de oro en la Copa de Tyrol. En noviembre de 2016 ganó la medalla de plata en nivel amateur en el Trofeo Talin. Finalizó en quinto lugar en su segunda aparición en el Campeontato de patinaje de Corea del Sur de 2017. Su debut en nivel júnior llegó con su participación en la serie del Grand Prix Júnior, en la prueba de Croacia quedó en cuarto lugar y en quinto lugar en la prueba de Italia. Ganó la medalla de oro en su tercera participación en los campeonatos nacionales de su país, en 2018 también participó en el Campeonato Mundial Júnior, donde finalizó en la novena posición. En su segunda temporada en la serie del Grand Prix Júnior, quedó ganó la medalla de bronce de la prueba de Eslovaquia en agosto de 2018, hizo un total de  183.98 puntos, su mejor marca personal hasta agosto de 2018.

### Programas
|           | Programa corto                                                                       | Programa libre                                                                          | Exhibición                                                                        |
| --------- | ------------------------------------------------------------------------------------ | --------------------------------------------------------------------------------------- | --------------------------------------------------------------------------------- |
| 2018–2019 | Tango de Amor de Andrew Lippa (coreografía de Shae-Lynn Bourne)                      | Overture I Could Have Danced All Night de Frederick Loewe (coreografía de Marina Zueva) |                                                                                   |
| 2017–2018 | Don't Rain on My Parade de Jule Styne, Bob Merrill (coreografía de Shae-Lynn Bourne) | Pirates of Caribbean (coreografía de Shae-Lynn Bourne)                                  | Chicago, banda sonora Hello de Martin Solveig, Martina Sorbara (feat. Dragonette) |
| 2016–2017 | Scott & Fran's Paso Doble de David Hirschfelder                                      | Black Swan de Clint Mansell                                                             |                                                                                   |
| 2015–2016 | Hava Nagila                                                                          | Meeting Krishna de Mychael Danna Don't You Worry Child de Swedish House Mafia           | Puttin' On the Ritz de Robbie Williams                                            |
| 2014–2015 | Hava Nagila                                                                          | Romeo y Julieta de Serguéi Prokófiev                                                    |                                                                                   |

### Resultados detallados
| Temporada 2019-2020               |                                        |                |                |          |
| Fecha                             | Evento                                 | Programa corto | Programa libre | Total    |
| 25–27 de octubre de 2019          | Skate Canada International 2019        | 2 78.22        | 4 139.27       | 3 217.49 |
| 17–22 de septiembre de 2019       | CS U.S. Classic 2019                   | 4 58.04        | 1 141.25       | 2 199.29 |
| 13–15 de septiembre de 2019       | CS Lombardia Trophy 2019               | 2 70.47        | 3 130.42       | 3 200.89 |
| 31 de julio – 3 de agosto de 2019 | Philadelphia Summer International 2019 | 2 64.87        | 1 128.61       | 1 193.48 |

- Las mejores marcas personales aparecen en negrita

| Temporada 2018-2019         |                                                 |         |                |                |          |
| Fecha                       | Evento                                          | Nivel   | Programa corto | Programa libre | Total    |
| 4-10 de marzo de 2019       | Campeonato Mundial Júnior de 2019               | Júnior  | 11 55.62       | 5 123.20       | 6 178.82 |
| 11–13 de enero de 2019      | Campeonato Nacional de Corea del Sur 2019       | Sénior  | 1 67.68        | 1 130.95       | 1 198.63 |
| 12–15 de septiembre de 2018 | Grand Prix Júnior de Canadá 2018                | Júnior  | 4 60.66        | 4 111.19       | 4 171.85 |
| 22–25 de agosto de 2018     | Grand Prix Júnior de Eslovaquia 2018            | Júnior  | 3 64.45        | 4 119.53       | 3 183.98 |
| Temporada 2017-2018         |                                                 |         |                |                |          |
| Fecha                       | Evento                                          | Nivel   | Programa corto | Programa libre | Total    |
| 5–11 de marzo de 2018       | Campeonato Mundial Júnior de 2018               | Júnior  | 9 59.79        | 8 111.99       | 9 171.78 |
| 5–7 de enero de 2018        | Campeonato de patinaje de Corea del Sur de 2018 | Sénior  | 1 69.53        | 1 135.15       | 1 204.68 |
| 11–14 de octubre de 2017    | Grand Prix Júnior de Italia 2017                | Júnior  | 5 60.42        | 4 117.28       | 5 177.70 |
| 27–30 de septiembre de 2017 | Grand Prix Júnior de Croacia 2017               | Júnior  | 5 53.81        | 3 109.61       | 4 163.42 |
| Temporada 2016-2017         |                                                 |         |                |                |          |
| Fecha                       | Evento                                          | Nivel   | Programa corto | Programa libre | Total    |
| 6–8 de enero de 2017        | Campeonato de patinaje de Corea del Sur de 2017 | Sénior  | 6 58.71        | 2 122.17       | 5 180.88 |
| 19–27 de noviembre de 2016  | Trofeo Talin 2016                               | Novicio | 3 36.49        | 1 90.40        | 2 126.89 |
| 4–7 de agosto de 2016       | Abierto de Asia de 2016                         | Novicio | 1 46.03        | 1 91.10        | 1 137.13 |
| Temporada 2015-2016         |                                                 |         |                |                |          |
| Fecha                       | Evento                                          | Nivel   | Programa corto | Programa libre | Total    |
| 9–13 de marzo de 2016       | Copa Tyrol de 2016                              | Novicio | 1 46.72        | 1 88.03        | 1 134.75 |
| 8–10 de enero de 2016       | Campeonato de patinaje de Corea del Sur de 2016 | Sénior  | 1 61.09        | 1 122.66       | 1 183.75 |
| 5–8 de agosto de 2015       | Abierto de Asia 2015                            | Novicio | 4 33.38        | 1 80.71        | 2 114.09 |
| Temporada 2014-2015         |                                                 |         |                |                |          |
| Fecha                       | Evento                                          | Nivel   | Programa corto | Programa libre | Total    |
| 5–9 de enero de 2015        | Campeonato de patinaje de Corea del Sur de 2015 | Sénior  | 6 52.15        | 7 97.14        | 6 149.29 |